# Josefine Dora
Josefine Dora (née Isidora Emilie Skuhra Frises le 13 novembre 1867 à Vienne et morte le 28 mai 1944 à Kühlungsborn) était une actrice et chanteuse d'opérette (soprano) autrichienne.

## Biographie
La fille de l'acteur Carl Adolf Friese était pour la première fois sur scène le 6 janvier 1870 dans le spectacle Der Kinderarzt (Le Pédiatre), au Theater an der Wien. Aux côtés de son père, elle s'est produite en Allemagne, aux Pays-Bas et en Suisse.
En 1881, elle a obtenu un engagement ferme au Theater an der Wien. Josefine Dora se faisait à cette époque, un nom en tant que soubrette en tournée jusqu'en 1885, aux États-Unis. Ensuite, elle a joué à Berlin au Central-Theater, principalement dans des opérettes comme Le Baron tzigane, L'Étudiant pauvre, Gasparone, La Chauve-souris et Der Vogelhändler. Plus tard, elle fait des apparitions au théâtre, à Brême, à Londres et à Prague.
Josefine Dora a épousé, le 29 décembre 1888, le réalisateur Richard Schultz et, en secondes noces, l'acteur George Worlitzsch. Lors d'une représentation de Ihre Familie au Deutsches Theater de Londres, où ils jouaient le 22 janvier 1902, il a soudain succombé à un accident vasculaire cérébral. En troisièmes noces, elle a épousé l'acteur Arthur Weinschenk.

## Filmographie (sélection)
- 1913 : Das verschleierte Bild von Groß-Kleindorf (de) de Joe May
- 1914 : Eine Nacht im Mädchenpensionat de Joe May
- 1914 : Eine tolle Nacht (de) de Leo L. Lewin
- 1915 : Sein schwierigster Fall (de) de Joe May
- 1915 : Ein kluges Herz de Willy Zeyn
- 1916 : Ein helles Mädchen
- 1916 : Paulchen Semmelmann (de)
- 1916 : Camilla, die Strandfee de William Karfiol (de)
- 1916 : Pauvre Eva Maria (de) (Arme Eva Maria) de Joe May
- 1917 : Ballzauber (it) de Danny Kaden
- 1918 : Der lebende Schatten d'Ewald André Dupont
- 1918 : Katinka (it) d'Emil Biron (en) et Paul Otto
- 1918 : Arme Lena d'Otto Rippert
- 1918 : Ein Schritt vom Wege de Rudolf Meinert
- 1919 : Der Klapperstorchverband
- 1919 : La Poupée (Die Puppe) d'Ernst Lubitsch
- 1919 : Im Dienste der Liebe
- 1919 : Wenn Männer streiken
- 1920 : Romeo und Julia im Schnee
- 1920 : Eine Frau mit Vergangenheit
- 1920 : Jenseits von gut und Böse
- 1920 : Les Frères Karamazov (Die Brüder Karamasoff) de Carl Froelich et Dimitri Buchowetzki
- 1921 : Die Fremde aus der Elstergasse d'Alfred Tostary
- 1921 : Die Amazone
- 1921 : Der Flug in den Tod
- 1922 : Die fünf Frankfurter
- 1922 : Das Spiel mit dem Weibe
- 1922 : Sie und die Drei
- 1922 : Schatten der Vergangenheit
- 1923 : Friedrich Schiller
- 1923 : Das Spiel der Liebe
- 1925 : Blitzzug der Liebe
- 1925 : Die Zirkusprinzessin
- 1927 : Die Liebe der Jeanne Ney
- 1927 : Das gefährliche Alter
- 1927 : Der falsche Prinz
- 1928 : Der Biberpelz (de)
- 1928 : Lemkes sel. Witwe
- 1929 : Mikosch rückt ein
- 1929 : Fräulein Lausbub
- 1919 : Die Jugendgeliebte
- 1930 : Zapfenstreich am Rhein
- 1930 : Cyankali (de)
- 1930 : Pension Schöller
- 1931 : Der brave Sünder
- 1931 : Les Treize Malles de monsieur O. F. (Die Koffer des Herrn O.F.) d'Alexis Granowsky
- 1932 : Kampf
- 1933 : Gretel zieht das große Los
- 1934 : Ein Mädchen mit Prokura
- 1934 : Die Liebe und die erste Eisenbahn
- 1934 : Der stählerne Strahl
- 1935 : Künstlerliebe
- 1935 : Endstation
- 1935 : Ehestreik
- 1935 : Der Ammenkönig
- 1936 : Liebeserwachen
- 1936 : Die Stunde der Versuchung
- 1936 : Drei Mäderl um Schubert
- 1936 : Männer vor der Ehe
- 1936 : Fiakerlied
- 1936 : L'Amour et l'Art (Burgtheater) de Willi Forst
- 1937 : Die Kronzeugin
- 1937 : Liebe kann lügen
- 1937 : Gauner im Frack
- 1938 : Pieux mensonge ou Mensonge de mère (Die fromme Lüge ) de Nunzio Malasomma
- 1938 : Schwarzfahrt ins Glück
- 1938 : Frau Sixta
- 1938 : Nanu, Sie kennen Korff noch nicht?
- 1938 : Das Leben kann so schön sein
- 1939 : Ins blaue Leben
- 1939 : Frau am Steuer
- 1939 : Fasching
- 1939 : Das Ekel
- 1939 : Roman eines Arztes
- 1939 : Drei Väter um Anna
- 1939 : Alarm auf Station III
- 1939 : Ein hoffnungsloser Fall
- 1939 : Das Recht auf Liebe
- 1939 : Heimatland
- 1940 : Der Sündenbock
- 1940 : Herz ohne Heimat
- 1940 : Unser Fräulein Doktor
- 1940 : Der laufende Berg
- 1941 : Blutsbrüderschaft de Philipp Lothar Mayring
- 1941 : Le Chemin de la liberté (Der Weg ins Freie) de Rolf Hansen
- 1941 : L'Heure des adieux (en) de Helmut Käutner
- 1941 : Annelie de Josef von Báky
- 1941 : Clarissa
- 1942 : Gefährtin meines Sommers
- 1943 : Maske in Blau
- 1943 : Musik in Salzburg
- 1943 : Ich hab’ von dir geträumt